# وعاد الحب (فلم)
وعاد الحب هو فيلم مصري تم إنتاجه عام 1960، من إخراج فطين عبد الوهاب، وبطولة سامية جمال وأحمد مظهر ومحمود المليجي.

## تمثيل
- سامية جمال
- أحمد مظهر
- محمود المليجي
- محمد توفيق
- ثريا فخري
- محمد رضا

## روابط خارجية
- مقالات تستعمل روابط فنية بلا صلة مع ويكي بيانات